# Karl Juch
Karl Juch (* 30. September 1911 in Mudau; † 1994 in Locarno) war ein deutscher Lehrer und  Künstler.

## Leben
Karl Juch wurde in Mudau im badischen Odenwald geboren und wuchs im Südharz auf. Von 1930 bis 1935 studierte er an den Kunstakademien in Leipzig, Königsberg und Berlin. Ab 1947 arbeitete er als Maler und Grafiker und war bis 1975 Kunsterzieher am Theodor-Heuss-Gymnasium in Essen-Kettwig. Er starb 1994 während eines Urlaubsaufenthalts in Locorno in der Schweiz.
Verheiratet war Juch mit Ilse Juch geb. Ahrens (1911–1971) und später mit Eva Juch-Witzer.
Als Maler befasst er sich mit Landschaften und Naturstudien und reiste hierzu nach Skandinavien, Russland, Italien, Spanien, Marokko und auf dem Balkan.
Ausstellungsbeteiligungen unter anderem in Westdeutschland, Holland, Italien, Polen. Einzelausstellungen im Rhein-Ruhr-Gebiet, in Österreich, der Schweiz und in Marokko.
Im Essener Stadtteil Kettwig wurde die Karl-Juch-Straße nach ihm benannt.

## Bücher
- Karl Juch: Spuren. Bilder und Grafiken. Text von Prof. Dr. Hannes Schmidt. Erste Ausgabe, Selbst-Verlag, [ohne Ort] 1980.